# جان ساریس

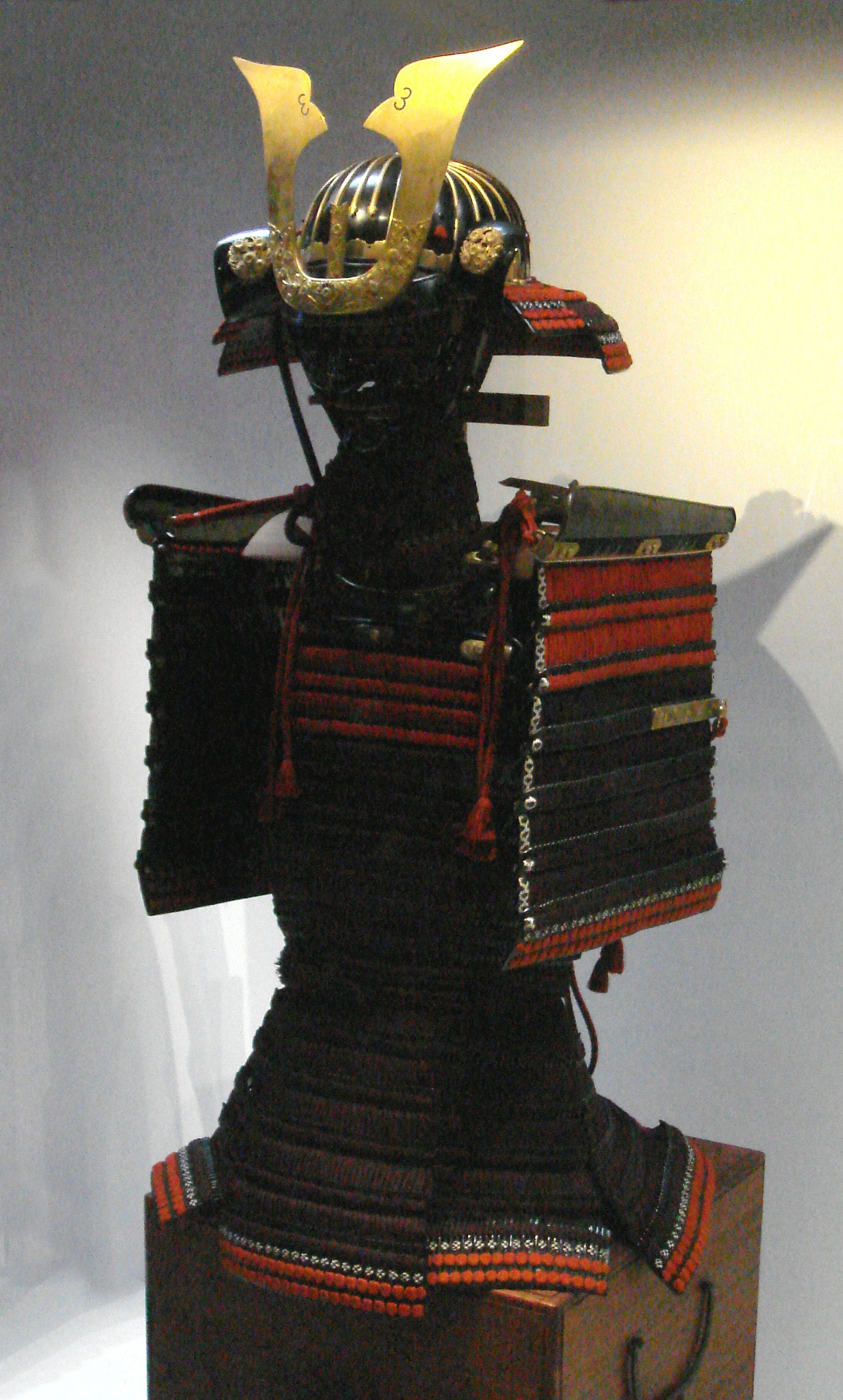
یکی از دو زره‌ای که به عنوان هدیه از طرف توکوگاوا هیده‌تادا به جیمز یکم (انگلستان) در سال ۱۶۱۳ هدیه شد و اکنون در برج لندن نگهداری می‌شود. جان ساریس این دو زره را هنگام دیدار با توکوگاوا هیده‌تادا دریافت کرد.

جان ساریس (انگلیسی: John Saris) (۱۵۸۰–۱۶۴۳) نخستین انگلیسی بود که در ۱۶۱۳ با یک «کشتی انگلیسی» به ژاپن رسید. او کارمند کمپانی هند شرقی بریتانیا بود. قبل از او ویلیام آدامز با یک کشتی هلندی به نام لیفده به عنوان نخستین انگلیسی به ژاپن رسیده بود. در نخستین سفر انگلیسی به ژاپن که لندن را در سال ۱۶۱۱ ترک کرد، تاجر اصلی بود. او در یمن توقف کرد، هند (که در ابتدا قصد داشت از آن بازدید کند) را از دست داد و به جاوه رفت، که تنها ایستگاه تجاری دائمی انگلیسی (یا «کارخانه») در آسیا بود. ساریس قبل از آن بیش از پنج سال را به عنوان یک تاجر در جاوه گذرانده بود و با شرکت هند شرقی سفر دوم به رهبری هنری میدلتون رفته بود. او در آنجا رئیس پایگاه تجاری شد، اما در سال ۱۶۱۰ به لندن بازگشت. دوباره، در سال ۱۶۱۲، ساریس تصمیم گرفت کشتی‌های دیگر خود را به خانه بفرستد، و فقط یک کشتی، کلو (میخک) را به ژاپن برد، جایی که در تابستان ۱۶۱۳ رسید.
اگرچه ویلیام آدامز شناخته شده‌تر است و، نخستین انگلیسی بود که در آوریل ۱۶۰۰ وارد ژاپن شد، او این کار را به عنوان ناوبر کشتی هلندی لیفده (عشق) به جای سوار شدن بر یک کشتی انگلیسی انجام داد. ساریس از آدامز که مشاور شوگون در امور خارجی شده بود کمک‌های زیادی دریافت کرد. در نتیجه، ساریس توانست با شوگون بازنشسته، توکوگاوا ایه‌یاسو، که هنوز قدرت را در دست داشت، و همچنین پسرش، شوگون توکوگاوا هیده‌تادا، ملاقات کند. ایه‌یاسو به ساریس وعده مزایای تجاری گسترده را برای انگلیسی‌ها داد و همراه با آدامز، بندر
اوراگا (کاناگاوا) را به عنوان محل ایجاد پایگاه تجاری و نقطه استراتژیک دسترسی به خلیج ادو پیشنهاد کرد. اما ساریس تصمیم گرفت کارخانه (منطقه بازرگانی) انگلیسی را دور از پایتخت شوگون، ادو (توکیوی امروزی)، در هیرادو (ناگاساکی)، جزیره‌ای کوچک در نزدیکی کیوشو، بزرگ‌ترین جزیره جنوبی ژاپن، قرار دهد. هلندی‌ها قبلاً در آنجا با موفقیت معامله می‌کردند.
ساریس دوباره از توکوگاوا دیدن کرد. او با مجوز شوئین سن (مهر قرمز) به انگلیسی‌ها امتیاز داد و به آنها «مجوز رایگان برای اقامت، خرید، فروش و مبادله» در ژاپن داد.
در این جلسه آدامز از توکوگاوا اجازه بازگشت به کشورش را گرفت اما در نهایت او پیشنهاد ساریس را برای برگرداندن خود به انگلیس را رد کرد: «به او پاسخ دادم که سال‌های زیادی را در این کشور گذرانده‌ام که در آن فقیر بودم. .. [و] در آرزوی به دست آوردن چیزی قبل از بازگشتم». به نظر می‌رسد که دلایل واقعی او بیشتر ناشی از اختلاف عمیق او نسبت به ساریس است: «دلیل اینکه من با او همراه نشدم، آسیب‌های گوناگونی بود که به من زده شد، که برای من چیزی بسیار عجیب و دور از انتظار بود.» (نامه‌های ویلیام آدامز)
آدامز در ۲۴ نوامبر ۱۶۱۳ در کمپانی هند شرقی بریتانیا تازه تأسیس شده در هیرادو (ناگاساکی) با دستمزد سالانه ۱۰۰ پوند انگلیس استخدام شد. این بیش از دو برابر دستمزد معمولی ۴۰ پوندی بود که سایر عوامل در هیرادو دریافت می‌کردند. آدامز، تحت رهبری ریچارد کوکز و به همراه شش هموطن دیگر خود در سازماندهی این شهرک جدید انگلیسی نقش اصلی را ایفا کرد.

## ورود به ژاپن
چهار سال پس از آمدن فرستاده سلطنتی هلند به ژاپن ساریس به ژاپن آمد. ویلیام آدامز نیز عمیقاً در مذاکرات تجاری با بریتانیا درگیر بود. از دیدگاه آدامز، او تنها از هلند حمایت نمی‌کرد. او آنچه را که برایش اتفاق افتاده بود در نامه ای خلاصه کرد و به انگلستان فرستاد. در این نامه همچنین آمده بود که امپراتور ایه‌یاسو می‌خواست با بریتانیا تجارت کند و توصیه می‌کرد که بریتانیا با ژاپن تجارت کند.
نامه آدامز به جان ساریس، فرستاده بریتانیا تحویل داده شد. در انگلستان شایعاتی مبنی بر کار آدامز زیر نظر امپراتور ژاپن منتشر شده بود و شرکت هند شرقی بریتانیا نخستین جایی بود که اطلاعاتی در مورد آدامز دریافت کرد. مدیران شرکت، با تکیه بر مشاوره و حمایت آدامز، تصمیم گرفتند تجارت خود را با ژاپن آغاز کنند و یک نماینده به ژاپن فرستادند.
جان ساریس، فرمانده ناوگان شرکت بریتانیایی هند شرقی، با نامه ای از پادشاه جیمز اول به توکوگاوا ایه‌یاسو به ژاپن آمد. مأموریت ویژه‌ای برای تبلیغ محصولات انگستان از قبیل پارچه به او محول شد. در میان آنها دستور داده شد که با آدامز از آنجا که فرد مهمی بود محترمانه رفتار کنند و در صورت تمایل به بازگشت او به وطن، اتاق مخصوصی به او بدهند و امکانات لازم را برای او فراهم کنند.
خود ساریس نامه آدامز را در جاوه دریافت کرد. تاریخ این نامه ۲۳ اکتبر ۱۶۱۱ است و به نظر می‌رسد نامه طولانی ای باشد که آدامز از هیرادو خطاب به انگلیسی‌ها نوشته‌است. گمان می‌رود که آدامز به کشتی‌های همکارانش که از ژاپن حرکت می‌کردند، سپرده بود تا نامه‌هایش را در هر فرصتی به انگلستان برسانند. این نامه به سرزمین مادری رسید و سرانجام پادشاه انگلستان را به حرکت درآورد.
در این شرایط، در ۱۲ ژوئن ۱۶۱۳، میخک به فرماندهی ساریس، نخستین کشتی بریتانیایی بود که وارد هیرادو (ناگاساکی) شد. «تواریخ آویلا گیرون از پادشاهی ژاپن» وضعیت آن زمان را به شرح زیر توصیف می‌کند.
«سال گذشته در سال ۱۶۱۳، یک کشتی واقعاً زیبا از پادشاه انگلیس به ژاپن وارد شد که حامل فرستاده‌ای نزد ایه‌یاسو بود.»("تواریخ پادشاهی ژاپن"). انگلستان به عنوان یک تاجر، دشمن اسپانیا است. ستایش کشتی بریتانیایی به عنوان «یک کشتی واقعاً زیبا» به وضوح نشان می‌دهد که بریتانیا در عصر اکتشاف طلوع پیدا کرده و به جای اسپانیا و پرتغال توانایی اش در حال افزایش است. وقتی ساریس وارد بندر هیرادو شد، از شیگنوبو ماتسورا، ارباب قلمرو هیرادو دعوت کرد تا سوار کشتی شود. ر آن زمان سلیس سعی کرد نامه شخصی پادشاه بریتانیا را به ماتسورا نشان دهد، اما ماتسورا تا رسیدن آدامز از دیدن آن امتناع کرد.
ساریس تا حدی در ژاپن به دلیل هدیه شگفت‌انگیزی که آورده بود مورد استقبال قرار گرفت. این یک تلسکوپ بود که به عنوان «نقره ای طلایی» توصیف می‌شد و بسیار بزرگ بود. این نخستین تلسکوپ بود که اروپا را ترک کرد و نخستین تلسکوپی بود که به عنوان هدیه سلطنتی ساخته شد. این تلسکوپ اکنون موجود نیست.

## انتخاب هیرادو به عنوان پایگاه تجاری
نمونه ای از آنچه آدامز نتوانست انجام دهد، پیشنهاد جذب اوراگا (کاناگاوا) برای تبدیل شدن به یک بندر تجاری است. در آن زمان ایه‌یاسو به گسترش تجارت با اسپانیا فکر می‌کرد و در نظر داشت بندر اوراگا (کاناگاوا) را باز کند و یک مسیر تجاری ایجاد کند که آکاپولکو در (مکزیک)، اوراگا و مانیل را به هم متصل کند. شاید به خاطر همین ایده، ایه‌یاسو قلمرو همی نزدیک اوراگا را به آدامز داد و همچنین عمارتی در اوراگا به او داده شد. پس از اینکه هندریک بروور، مدیر پست تجاری هیرادو هلند، در سال ۱۶۱۲ با ایه‌یاسو و هیده‌تادا دیدار و گفتگو داشت، آدامز او را به اوراگا برد و به او فرصت داد تا لنگرگاه را بازرسی کند. با این حال، هندریک بروور ترغیب آدامز را نپذیرفت و از انتقال پست تجاری به اوراگا امتناع کرد، به این دلیل که قبلاً یک پست تجاری در هیرادو (ناگاساکی) ساخته بود. این بازدید برای جذب شهر اوراگا برای ساریس که از ادو بازدید کرده بود نیز انجام شد. ساریس که در پاسخ به دعوت پرشور آدامز به بازدید اوراگا رفت، در دفتر خاطرات خود نوشت که «اوراگا بندری بهتر از هیرادو بود.» با این حال، در ۲۶ نوامبر ۱۶۱۳، پس از بحث در کمیته ای متشکل از مقام‌های تجاری، ساریس تصمیم گرفت تا پست تجاری بریتانیا را در هیرادو تأسیس کند. در نتیجه، برنامه ایه‌یاسو برای توسعه اوراگا به عنوان یک بندر بین‌المللی، علی‌رغم تلاش‌های جدی آدامز برای جلب نظر هلندی‌ها و بریتانیایی‌ها، محقق نشد. ایجاد پست تجاری هیرادو توسط شرکت‌های هلندی و انگلیسی، تأثیر عمده‌ای بر روابط بعدی ژاپن-هلند و ژاپن-بریتانیا گذاشت. به این دلیل که به نظر می‌رسد ایجاد یک پست تجاری در اوراگا، درست در نزدیکی ادو، سودمندتر بود. اگر اوراگا پایگاه آنها بود، آنها می‌توانستند بدون دخالت ارباب هیرادو یا قاضی ناگاساکی، مستقیماً با شوگون‌سالاری ارتباط برقرار کنند. علاوه بر این، به دلیل دوری بسیار هیرادو، از ادو، نفوذ این دو شرکت بر شوگون‌سالاری بسیار محدود بود. حدس زده می‌شود که این انتخاب مکان یکی از دلایل خروج پست تجاری انگلیس از ژاپن در سال ۱۶۲۳ بوده‌است. پست تجاری هلند نیز در سال ۱۶۴۱ مجبور به نقل مکان به ناگاساکی شد.

## برنامه سفر در ژاپن
۱۶۱۳
- ۱۰ ژوئن: با چهار قایق ماهیگیری ژاپنی در سواحل هیگو-آماکوسا ملاقات می‌کند و درخواست راهنمایی می‌کند. آن دو سوار کشتی میخک می‌شوند و آنها را به هیرادو راهنمایی می‌کنند.
- ۱۱ ژوئن: رسیدن به هیرادو. او تاکانوبو ماتسورا، ارباب قلمرو هیرادو، و نگهبان و پدربزرگش، شیگنوبو ماتسوورا، روی میخک ملاقات کرد و یک تفنگ به آنها هدیه داد. به آنها خوراکی‌هایی مانند گوشت، ماهی و میوه می‌دهند.
- ۷ اوت: او با همراهی ویلیام آدامز، هیرادو را به مقصد سونپو و ادو با کشتی آماده شده توسط خاندان هیرادو ترک کرد.
- ۲۹ اوت: از طریق شیمونوسکی، ساکای و اوساکا وارد کیوتو شدند.
- ۶ سپتامبر: رسیدن به سونپو. دیدار با توکوگاوا ایه‌یاسو. کتاب و هدایای دولتی پادشاه جیمز اول را تحویل داد. گفته می‌شود که او برای ایه‌یاسو آتش بازی به نمایش گذاشت.
- ۱۲ سپتامبر: از سونپو حرکت می‌کند. در کاماکورا، او بودای بزرگ را گشت و در دفتر خاطرات خود نوشت که دیوار داخل آن را امضا کرد، اما این امضا هرگز پیدا نشد.
- ۱۴ سپتامبر: وارد ادو شد. دیدار با شوگون توکوگاوا هیده‌تادا.
- ۲۱ سپتامبر: ادو را ترک می‌کند او همراه آدامز به بندر اوراگا می‌رود.[۴]
- ۲۹ سپتامبر: رسیدن به سونپو.
- ۹ اکتبر: از سونپو حرکت می‌کند.
- ۱۶ اکتبر: ورود به کیوتو.
- ۲۰ اکتبر: از کیوتو حرکت می‌کند (با کشتی آماده شده توسط حوزه هیرادو، از اوساکا از طریق دریا به شیمونوسکی و سپس زمینی به هیرادو سفر می‌کند.
- ۶ نوامبر: رسیدن به هیرادو. آنها خانه ای را اجاره کردند که متعلق به تاجر چینی «لی دان» بود و آن را به یک پست تجاری بریتانیا تبدیل کردند.
- ۵ دسامبر: او با یک نامه شوئین سن (مهر قرمز) از ایه‌یاسو که اجازه تجارت و یک هدیه را صادر می‌کرد، از ژاپن رفت.

در سال ۱۶۱۳، سرانجام به ویلیام آدامز اجازه داده شد تا در صورت تمایل ژاپن را ترک کند. با این حال، زمانی که واقعاً این فرصت پیش آمد، او از پیوستن به کاپیتان ساریس در سفر خسته‌کننده، طولانی و بالقوه خطرناک بازگشت به انگلستان خودداری کرد.

## برگشت به انگلستان
پس از چند ماه، در پایان سال ۱۶۱۳، ساریس با کشتی به انگلستان رفت و ریچارد کوکز را مسئول عملیات هیرادو گذاشت. این شکست تا حد زیادی به دلیل این واقعیت بود که انگلیسی‌ها برای فروش بهترین محصول داخلی خود که پارچه‌های پشمی بود به ژاپن آمدند، اما این پارچه در مسیر پوسیدگی پیدا کرده بود. تلاش‌های انگلیسی‌ها برای توسعه روابط تجاری با چین در این زمان نیز با شکست مواجه شد، و بنابراین کارخانه هیرادو ده سال بعد، در سال ۱۶۲۳، «موقتاً» متروک شد.
ساریس هدایای متقابل ایه‌یاسو را برای شاه جیمز، برای تشکر از تلسکوپ، که نقاش‌های خیره کننده ای بود، و از خود شوگون، دو لباس زره (که موجود است) تحویل گرفت. او زمانی که به «تجارت خصوصی» (قاچاق) متهم شد، با ظلم‌هایی مواجه شد و همچنین مشخص شد که در اطراف لندن تعدادی «کتاب و تصاویر» وابسته به عشق شهوانی ژاپنی (شونگا) را نشان داده‌است. با این حال، او توسط کمپانی هند شرقی از اتهام اول تبرئه شد، در حالی که تصاویر شهوانی خود را برای نابودی تحویل داد.
در پی گشایش دفتر تجاری کمپانی هند شرقی بریتانیا در هیرادو، در طی ده سال (۱۶۱۳ و ۱۶۲۳)، به غیر از نخستین کشتی، تنها سه کشتی انگلیسی دیگر به‌طور مستقیم از لندن به ژاپن حمل و نقل کالا را انجام دادند. بار این کشتی‌ها همواره حاوی کالاهای کم ارزش در بازار ژاپن توصیف شده‌است. تنها تجارتی که سودی عاید دفتر تجاری کمپانی هند شرقی بریتانیا می‌کرد، تجارت بین ژاپن و نواحی جنوب شرقی آسیا بود. آدامز عمدتاً کالاهای چینی را در قبال نقره ژاپنی مبادله می‌کرد:
«اگر امید به تجارت با چین، یا تهیه برخی از کالاهای سودآور از سیام، پادشاهی پاتانی و کوچین چین وجود نداشت، لزومی به ماندن در ژاپن نبود. اما مطمئناً اینجا به اندازه کافی نقره است و ممکن است ماندن لذت بخش باشد، اما ما باید کالاها را به دلخواه آنها بیاوریم. (خاطرات ریچارد کوکز، ۱۶۱۷)»
ساریس از این سفر بسیار ثروتمند شده بود. او با آن، دختر تاجر ثروتمند لندنی ویلیام مگز، نوه (از طرف مادرش) سر توماس کامبل، لرد شهردار در ۱۰–۱۶۰۹ ازدواج کرد. او در هشتمین سال ازدواج آنها بدون مشکل در ۲۱ فوریه ۱۶۲۳ در سن ۲۹ سالگی احتمالاً در هنگام زایمان درگذشت. او هرگز دوباره ازدواج نکرد. ساریس سپس به یک عمارت زیبا در نزدیکی تیمز در فولهام به نام گودریچز نقل مکان کرد که در پشت کلیسای تمام سنت‌ها در فولام قرار داشت. در سال ۱۷۵۰ تخریب شد و خانه‌های صدقه سر ویلیام فاول اکنون در محل آن قرار دارد.
او در اینجا بی سر و صدا زندگی کرد تا زمستان ۱۶۴۳، زمانی که در ۱۱ دسامبر درگذشت.
او در وصیت‌نامه خود (که نسخه ای از آن در سامرست هاوس موجود است) به تاریخ ۱۸ آوریل ۱۶۴۳ که در ۲ اکتبر ۱۶۴۶ ثابت شد، بخش عمده ای از دارایی خود را به فرزندان برادر ناتنی خود جورج که در سال ۱۶۳۱ درگذشته بود واگذار کرد. اما برای فقرای محله فولهام سی پوند گذاشت تا در نان‌های دو پنی خرج شود و هر یکشنبه بعد از موعظه به سی فقیر تقسیم شود تا مقدار آن تمام شود.
نام خانوادگی غیرمعمول او املای متفاوتی از Sayers است.
مجلات ساریس در سال ۱۹۰۰ با عنوان سفر کاپیتان جان ساریس به ژاپن، ۱۶۱۳، ویرایش شده توسط ارنست میسن ساتو منتشر شد.